# Hypselosoma mouensis
Hypselosoma mouensis  (лат.) — вид хищных клопов рода Hypselosoma из семейства Schizopteridae. Эндемики Новой Каледонии (Океания). Тело мелкое, компактное, длина 1-2 мм. Длина задней голени самцов — 0,76 мм, длина переднегрудки в среднем 0,53 мм.
Лабиум 4-члениковый. 1-й и 2-й членики усиков короткие. Голова направлена вниз, глаза крупные. Гениталии самцов асимметричные. Вид был впервые описан в 2013 году австралийским энтомологом Лайонелом Хиллом (Lionel Hill; Девонпорт, Тасмания, Австралия). Название таксона Hypselosoma mouensis дано по имени места нахождения типовой серии (горы Mt Mou).